# César Aguilar
César Aguilar fue un médico y político argentino del siglo XIX.

## Biografía
César Aguilar nació en San Juan (Argentina) el 8 de noviembre de 1863, hijo de Francisco Aguilar Fonzalida y de Perpetua Rodríguez.
Habiéndose sumado al partido Concentración Cívica que agrupaba las fuerzas conservadoras de la provincia y algunos militantes del Partido Popular (en el gobierno), Aguilar fue elegido para secundar como candidato a vicegobernador al doctor Ángel Dolores Rojas.
Aprobada la reforma electoral (Ley Sáenz Peña) y mientras en la mayoría de las provincias triunfaba la Unión Cívica Radical, en San Juan se impuso la fórmula conservadora para un periodo de 3 años.
Rojas y Aguilar asumieron el 12 de mayo de 1914, pero el 5 de septiembre de 1914 el flamante vicegobernador Aguilar fallecía.
El 3 de abril de 1938, se fundó el Hospital denominado César Aguilar en su homenaje.